# NGC 1071
NGC 1071 је спирална галаксија у сазвежђу Кит која се налази на NGC листи објеката дубоког неба.
Деклинација објекта је - 8° 46' 27" а ректасцензија 2h 43m 7,8s. Привидна величина (магнитуда) објекта NGC 1071 износи 14,4 а фотографска магнитуда 15,3. NGC 1071 је још познат и под ознакама MCG -2-7-77, PGC 10290.